# Junonia nigrosuffusa
Junonia nigrosuffusa är en fjärilsart som beskrevs av Barnes och Mcdunnough 1916. Junonia nigrosuffusa ingår i släktet Junonia och familjen praktfjärilar. Inga underarter finns listade i Catalogue of Life.